# Theodore Reed
Theodore Reed (* 18. Juni 1887 in Cincinnati, Ohio; † 22. Februar 1959 in San Diego, Kalifornien) war ein US-amerikanischer Filmproduzent und -regisseur. Er war von 1933 bis 1934 Präsident der Academy of Motion Picture Arts and Sciences.

## Leben
Er studierte zunächst an der University of Michigan, um dann später in der Produktionsfirma von Douglas Fairbanks als Script Editor zu arbeiten. Seinen ersten Film als Regisseur namens „The Nut“ drehte er 1921. Mit dem Beginn der Tonfilmzeit wechselte er zu United Artists als Sound Director, um 1932 zu Paramount Pictures zu wechseln.

## Filmografie (Auswahl)
- 1918: Say! Young Fellow
- 1918: Arizona
- 1919: When the Clouds Roll By
- 1921: The Nut
- 1936: Lady Be Careful
- 1937: Double or Nothing
- 1938: Tropic Holiday
- 1939: What a Life
- 1939: I’m from Missouri
- 1941: Life with Henry
- 1941: Her First Beau
- 1948: Song of My Heart